# Zayed Khan

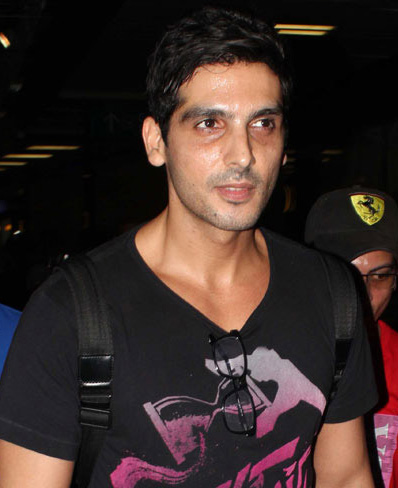
Zayed Khan 2013

Zayed Khan (Hindi: ज़ैद ख़ान, Zaid Khān; * 5. Juli 1980) ist ein indischer Filmschauspieler.
Er besuchte die „Wellan Boys“ Grundschule in Dehradun. Seit er mit acht Jahren das erste Mal auf einem Filmset war, wollte er Schauspieler werden und ging daher mit zehn auf eine internationale Schule in Kondaikanal im indischen Bundesstaat Tamil Nadu und dadurch inspiriert verließ er Indien und studierte im Ausland Film. Er ist der Sohn von Sanjay Khan, Schwager von Hrithik Roshan und Cousin von Fardeen Khan. Seit dem 20. November 2005 ist er mit Malaika Parekh verheiratet. Die beiden sind seit zehn Jahren ein Paar. Er hat drei ältere Schwestern. Er ist Muslim und seine Muttersprache ist Urdu. Ins Filmgeschäft stieg er ohne Rückendeckung seiner Familie ein und dadurch waren seine ersten Filme Flops oder Semi-Hits. Um dort erfolgreich zu werden, brauchte er schließlich mehrere Jahre harter Arbeit. Dies zahlte sich aus, denn seine neuen Filme sind meist sehr erfolgreich. Seit Main Hoon Na, wo er neben Superstar Shah Rukh Khan zu sehen war, geht es für ihn nur noch aufwärts. Sein Filmdebüt hatte der Jungschauspieler Zayed Khan im Jahr 2003, mit dem Film Chura Liyaa Hai Tumne, neben der Schauspielerin Esha Deol. Außerdem war er Gastjuror bei „Indian Idol“, der indischen Version von „Deutschland sucht den Superstar“.

## Filmografie
- 2003: Chura Liyaa Hai Tumne – Du hast mein Herz geraubt
- 2004: Ich bin immer für Dich da! (Main Hoon Na)
- 2005: Vaada
- 2005: Shabd - Spiel mit der Liebe
- 2005: Shaadi No. 1
- 2005: Dus
- 2006: Fight Club - Members Only
- 2006: Rocky: The Rebel
- 2007: Om Shanti Om (Gastauftritt)
- 2007: Speed
- 2007: Cash
- 2008: Mission Istaanbul
- 2008: Yuvvraaj
- 2009: Blue
- 2010: Anjaana Anjaani
- 2012: Tezz